# Stanisław Maziarski
Stanisław Wincenty Maziarski (ur. 27 kwietnia 1873 w Tarnowie, zm. 7 lipca 1956 w Krakowie) – lekarz histolog.

## Życiorys
Urodził się w rodzinie Wincentego, profesora gimnazjum, i Honoraty z Trochanowskich (zm. 1929). W latach 1891–1897 studiował medycynę na Uniwersytecie Jagiellońskim. W 1897 uzyskał stopień doktora wszech nauk lekarskich. W 1900 przedstawił Pracę habilitacyjną O budowie i podziale gruczołów, a następnie wyjechał uzupełniać wykształcenie do Nancy i Monachium. Po powrocie został asystentem w Katedrze Fizjologii, a od 1904 w Katedrze Histologii. W 1907 został mianowany na profesora nadzwyczajnego i powierzono mu stanowisko kierownika Katedry Histologii (zajmował je do 31 grudnia 1950), w 1911 został profesorem zwyczajnym. 
W latach 1914–1918 służył jako lekarz pospolitego ruszenia w armii Austro-Węgier podczas I wojny światowej, w latach 1918–1921 w randze podpułkownika w armii polskiej. W latach 1916–1917 oraz 1922–1925 był dziekanem Wydziału Lekarskiego UJ, a w latach 1933–1936 rektorem Uniwersytetu. Od 1927 członek Polskiej Akademii Umiejętności, do 1930 członek korespondent, następnie członek czynny, w latach 1930–1948 sekretarz Wydziału III.
Aresztowany podczas Sonderaktion Krakau wywieziony do obozu Sachsenhausen wrócił do Krakowa w lutym 1940 w bardzo złym stanie zdrowia. Od listopada 1942 brał udział w tajnym nauczaniu, na konspiracyjnym Wydziale Lekarskim Uniwersytetu Jagiellońskiego wykładał i prowadził ćwiczenia z histologii.
Prowadził badania głównie nad systematyką gruczołów oraz strukturą jądra komórkowego i jego rolą w procesie wydzielania, dotyczące ślinianek, układu wydalniczego pierścienic, tkanki mięśniowej. 
Zmarł w Krakowie, pochowany w grobowcu rodzinnym na cmentarzu Rakowickim (kwatera GB-wsch-6).

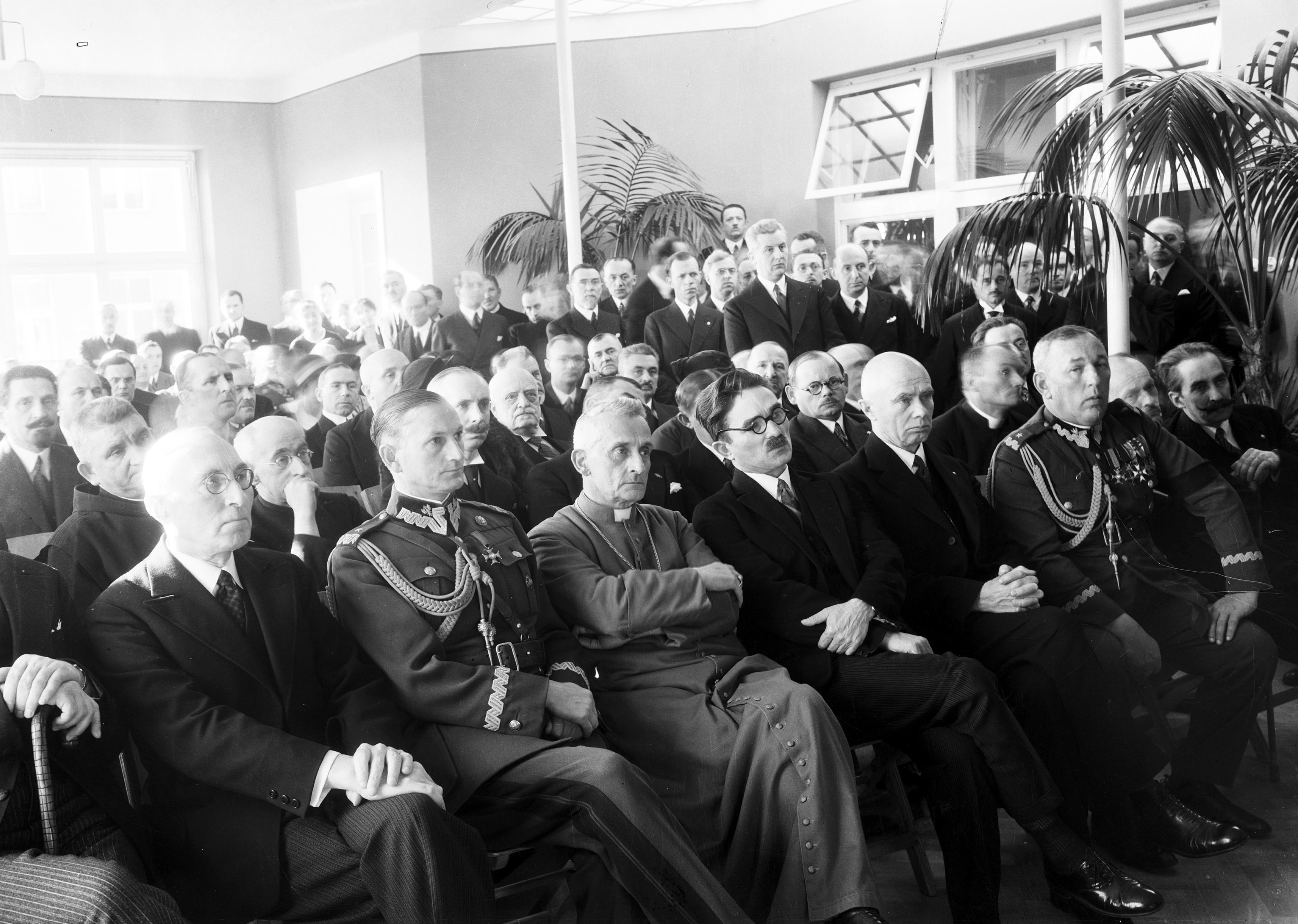
Uroczystość otwarcia Szpitala Ubezpieczalni Społecznej imienia Gabriela Narutowicza w Krakowie. W pierwszym rzędzie siedzą od lewej: prof. Stanisław Maziarski, gen. A. Narbut-Łuczyński, arcybiskup A. Sapieha, wiceminister opieki społecznej W. Jastrzębski, wojewoda krakowski M. Kwaśniewski, gen. B. Mond, wiceprezydent Krakowa S. Klimecki (listopad 1934)

## Życie prywatne
Od 27 września 1904 był mężem Stanisławy Krzyszkowskiej, z którą miał synów: Kazimierza i Juliana. Jego wnukiem był dziennikarz Jacek Maziarski, a prawnukiem jest Wojciech Maziarski. 

## Ordery i odznaczenia
- Krzyż Komandorski Orderu Odrodzenia Polski (11 listopada 1936)[7]

## Nagrody
- Nagroda Państwowa I stopnia za wybitne osiągnięcia w dziedzinie histologii (1952)[8]

## Upamiętnienie
W Tarnowie znajduje się ulica jego imienia.

## Publikacje
- Podręcznik do ćwiczeń histologicznych wyd. 1913, 1823, 1938.
- Histofizjologia człowieka, Polska Akademia Umiejętności, Kraków, 1949.